# Бартелеми д’Эйк
Бартелеми д’Эйк (фр. Barthelemi d’Eyck; ок. 1420 — после 1470) — французский художник нидерландского происхождения, принадлежавший к авиньонской школе живописи.

## Биография и творчество
Имя Бартелеми д’Эйка давно известно по историческим документам. Он был придворным художником короля Рене Доброго и имел высокую репутацию как выдающийся мастер, о чём свидетельствуют отзывы современников. Однако конкретной информации о нём немного.
Исследователи считают, что Бартелеми имел нидерландское (фламандское) происхождение, а обучение прошёл в мастерской Яна Ван Эйка, где, вероятно, контактировал с Робером Кампеном. Эта версия не имеет документального подтверждения, однако очень популярна среди учёных, поскольку в произведениях Бартелеми видна нидерландская выучка. Его мать была родом из Маастрихта в герцогстве Лимбург, во втором браке она стала женой некоего Пьера дю Биллана, также уроженца «немецкой стороны», который был художником, вышивальщиком и придворным короля Рене с 1441 по 1470 год. В отличие от Бартелеми, который жил в непосредственной близости от короля, его отчим имел собственную мастерскую, и, кроме того, ему доверяли политические поручения в Провансе. В 1444 году имя Бартелеми впервые упоминается в документе, который сообщает, что «художник Бартоломеус де Айк» проживает в Эксе. В 1447 году Бартелеми поступает на службу к королю Рене, причём его мастерская располагается в соседнем с королевскими покоями помещении, что свидетельствует о высокой степени уважения и доверия.
Художник находился на этой службе с 1447 по 1469 год, ему было позволено работать даже в спальной короля, он сопровождал короля повсюду. Из документов также известно, что в 1451 году Бартелеми сопровождал короля в его поездке в провинцию Гиень, а в 1456 году пребывал в Анжере, который он и далее посещал неоднократно. До 1471 года — предположительной даты кончины Бартелеми и его отчима — король Рене лишь в редких случаях обращался к местным, провансальским художникам, которые никогда не входили в его свиту, в отличие от этих двух германо-нидерландских мастеров, услугами которых он предпочитал пользоваться. Умирая, Бартелеми оставил много незавершённых произведений, о чём свидетельствует письмо его вдовы.
Не существует ни одного подписанного Бартелеми произведения. Весь обширный корпус работ, который сегодня числится за ним, приписан художнику исключительно по стилистическим признакам. Случай с Бартелеми д’Эйком достаточно уникален: ему приписываются сегодня произведения трёх разных анонимных мастеров, довольно давно известных искусствоведческой науке. Это, во-первых, так называемый Мастер короля Рене, автор превосходных миниатюр в трёх королевских манускриптах. Во-вторых, это Мастер Благовещенья из Экса, автор знаменитого «Благовещения», сыгравшего важнейшую роль в становлении авиньонской школы живописи. И в-третьих, это «Мастер 1456 года», автор мужского портрета из венского музея Лихтенштайн.

## Миниатюра
Исследователи отмечали, что миниатюры, которые приписываются кисти Мастера короля Рене, на удивление однородны по своим высоким качествам, а стиль их сугубо индивидуален. Два манускрипта, проиллюстрированные им, были в собрании короля Рене, третий в собрании Марии Люксембургской. Четвёртая книга, в которой исследователи разглядели руку этого мастера — это знаменитый «Великолепный часослов герцога Беррийского», к поздним миниатюрам которого, якобы, Бартелеми приложил свою кисть.
Великолепный часослов герцога Беррийского
Великолепный часослов герцога Беррийского — самый известный шедевр книжной миниатюры, созданный братьями Полем, Эрманом и Жаном Лимбург по заказу герцога Жана де Берри, брата французского короля Карла V в начале XV века. Однако среди его поздних миниатюр специалисты обнаружили стилистические отличия, позволяющие предполагать присутствие других авторов. Среди них называют Жана Коломба и Бартелеми д’Эйка. Этим мастерам приписывают, как правило, миниатюры с изображениями, символизирующими последние месяцы года — октябрь, ноябрь и декабрь.
«Книга турниров». Король Рене
Этот манускрипт был составлен и проиллюстрирован около 1460 года. Предполагается, что книгу заказал Людовик де Люксембург для своей дочери Марии, в библиотеке которой она первоначально хранилась. Текст был написан королём Рене, он представляет собой описание различных вооружений, армейской амуниции, правил проведения турниров, разных ритуалов и церемоний, связанных с этим, вплоть до описания этикета послетурнирного банкета. Известно, что в 1440-х годах, после нескольких политических неудач, Рене Анжуйский вёл достаточно экстравагантный образ жизни, бездельничая и развлекаясь рыцарскими турнирами. Вполне вероятно, что он написал свой труд именно в этот период. На 109 страницах книги содержится 26 сдвоенных, или одинарных, во весь лист, иллюстраций. В миниатюрах использованы неяркие тона. Лёгкость рисунка свидетельствует о руке опытного мастера. Манускрипт сегодня хранится в Национальной библиотеке в Париже.
«Сердце, пленённое любовью» или «Книга любви». Король Рене
Манускрипт датируется 1460-67 годами. В нём 127 страниц и 16 миниатюр. Было запланировано написать ещё 29 иллюстраций, поэтому манускрипт можно считать незаконченным. Заказчиком книги является сам король, Рене Анжуйский. Его перу принадлежит и текст книги, который, по сути, является переложением средневекового «Романа о Розе», написанного Гийомом де Лоррис в 1230-40 годах. Рене аллегорически описывает приключения короля Кёр (фр. cuer — сердце) в стиле средневекового романа в прозе. Традиция приписывала авторство короля Рене не только в отношении текста, одно время его считали и автором миниатюр. Сами же миниатюры представляют собой не только кульминацию в творчестве Бартелеми д’Эйка, но являются большим достижением во всем провансальском искусстве этого периода. Великолепно выписанные фигуры, игра света, блестящий колорит, превосходные ландшафты — это действительно произведения королевского качества. Манускрипт хранится в Национальной библиотеке, Вена.
«Тезеида». Джованни Боккаччо
Манускрипт был составлен и проиллюстрирован около 1470 года. Его заказчиком является король Рене Анжуйский. Текст книги представляет собой сделанный неизвестным автором перевод на французский язык поэмы Боккаччо «Тезеида» (Il Teseida delle nozze d’Emilia), в которой описывается любовная коллизия двух рыцарей влюбившихся в прекрасную Эмилию и бившихся ради неё на турнире. В итоге победитель турнира погибает от ранения и завещает возлюбленную своему побеждённому сопернику. В книге 198 страниц и пятнадцать миниатюр, большая часть которых в половину листа. Бартелеми д’Эйку приписывается только часть из них, остальные исполнены одним из его последователей: возможно, это Колин д’Амьен. Сегодня трудно сказать, почему Бартелеми исполнил только семь последних миниатюр, в них видно мастерство, которое трудно спутать. Манускрипт хранится в Национальной библиотеке, Вена.

## Станковая живопись
«Благовещение» из Экса является ключевым произведением для понимания сути художественных принципов авиньонской школы. Авторство этого шедевра традиционно приписывается анонимному Мастеру Благовещения из Экса. «Благовещение» является центральной частью триптиха, который сегодня разрознен, и его отдельные части хранятся в разных музеях. Две достаточно монументальные пирамиды фигур Ангела и Богоматери художник разместил среди оттеняющих эту массивность ажурных деталей интерьера. Тяжёлые складки их одежд напоминают скорее не живопись, а каменную скульптуру. Не случайно большинство исследователей считает, что автор картины был знаком со скульптурой Клауса Слютера. Специалисты видят в произведении отголоски ранней нидерландской живописи, в частности влияние Яна ван Эйка и Робера Кампена. Стилистика этого произведения стала определяющей для всей провансальской живописи середины XV века.
Количество приписываемых Бартелеми д’Эйку станковых работ невелико. Кроме триптиха «Благовещенье» к ним причисляют «Распятие» (1445-1450. Лувр, Париж), ещё более раннее произведение «Святое семейство» (ок. 1440, Пюи, собор), и «Мужской портрет» с надписью 1456 год (1456. Музей Лихтенштейна, Вена). Последний представляет собой достаточно интересное произведение. О портретируемом ничего не известно. Живописные особенности позволяли говорить о том, что автор — нидерландский или немецкий мастер. Об авторстве выдвигалось несколько предположений, но ни одно не удовлетворило специалистов полностью, и портрет постоянно числился за «Мастером 1456 года». Недавняя атрибуция в пользу Бартелеми д’Эйка снимает многие противоречия, появлявшиеся при предложении других кандидатов на авторство.
Гипотеза о том, что произведения всех трёх анонимных мастеров принадлежат Бартелеми д’Эйку, достаточно изящна, и поэтому, скорее всего, верна. Жан Пелерен, автор поэтического труда, посвящённого художественной перспективе, в 1521 году ставил Бартелеми в один ряд с Жаном Фуке и другими ведущими художниками того времени. Судя по всему, Бартелеми д’Эйк был центральной фигурой провансальского искусства XV века — «южного ренессанса», как его именовал французский учёный Андре Шастель.